# 유누스 말르
유누스 말르(Yunus Mallı, 1992년 2월 24일 ~ )는 터키의 축구선수이다. 현재 터키 쉬페르리그에 소속되어 있는 팀인 트라브존스포르에서 활약하고 있으며, 포지션은 공격형 미드필더이다.